# نیکولو زانلاتو
نیکولو زانلاتو (ایتالیایی: Niccolò Zanellato؛ زادهٔ ۲۴ ژوئن ۱۹۹۸) بازیکن فوتبال اهل ایتالیا است.